# كيني فوستر
كيني فوستر (بالإنجليزية: Kenny Foster) هو فنان قتال مختلط أمريكي، ولد في 16 يونيو 1985.

## وصلات خارجية
- كيني فوستر على موقع بيلاتور (الإنجليزية)
- كيني فوستر على موقع شيردوغ (الإنجليزية)
- كيني فوستر على موقع IMDb (الإنجليزية)